# Julius Maggi

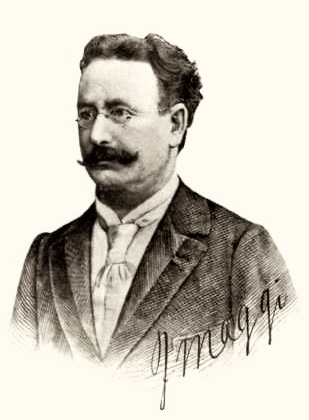
Julius Maggi - sobre el año 1900.

Julius Michael Johannes Maggi  (Frauenfeld, Suiza, 9 de octubre de 1846  - Küsnacht, 19 de octubre de 1912) fue el fundador de la empresa Maggi e inventor de los cubos de sopa concentrada (Maggi-Würze), fue uno de los pioneros industriales en la producción de alimentos precocinados.

## Literatura
- Hartmut Vincon (Hrsg.):Frank Wedekinds Maggi-Zeit, Verlag Jürgen Häusser, Darmstadt 1995. ISBN 3-927902-71-3.
- Alex Capus: Patriarchen, Albrecht Knaus-Verlag, München 2006.ISBN 3-813502-73-2.